# اولکشن
اولکشن (به لهستانی:  Olekszyn) یک روستا در لهستان است که در گمینا کیشکووو واقع شده‌است.